# Dunne-Musun Corona
La Dunne-Musun Corona è una struttura geologica della superficie di Venere.